# Estadio Nacional de Laos
El Estadio Nacional de Laos también llamado Estadio Chao Anouvong y el estadio Provincial de Vientián, es un estadio de usos múltiples en la ciudad de Vientián, la capital del país asiático de Laos. Se utiliza sobre todo para los partidos de fútbol. El estadio cuenta con una capacidad de hasta 15.000 personas. Desde 2008, algunos partidos de la Liga de Fútbol de Laos se han jugado allí.